# 哈士奇

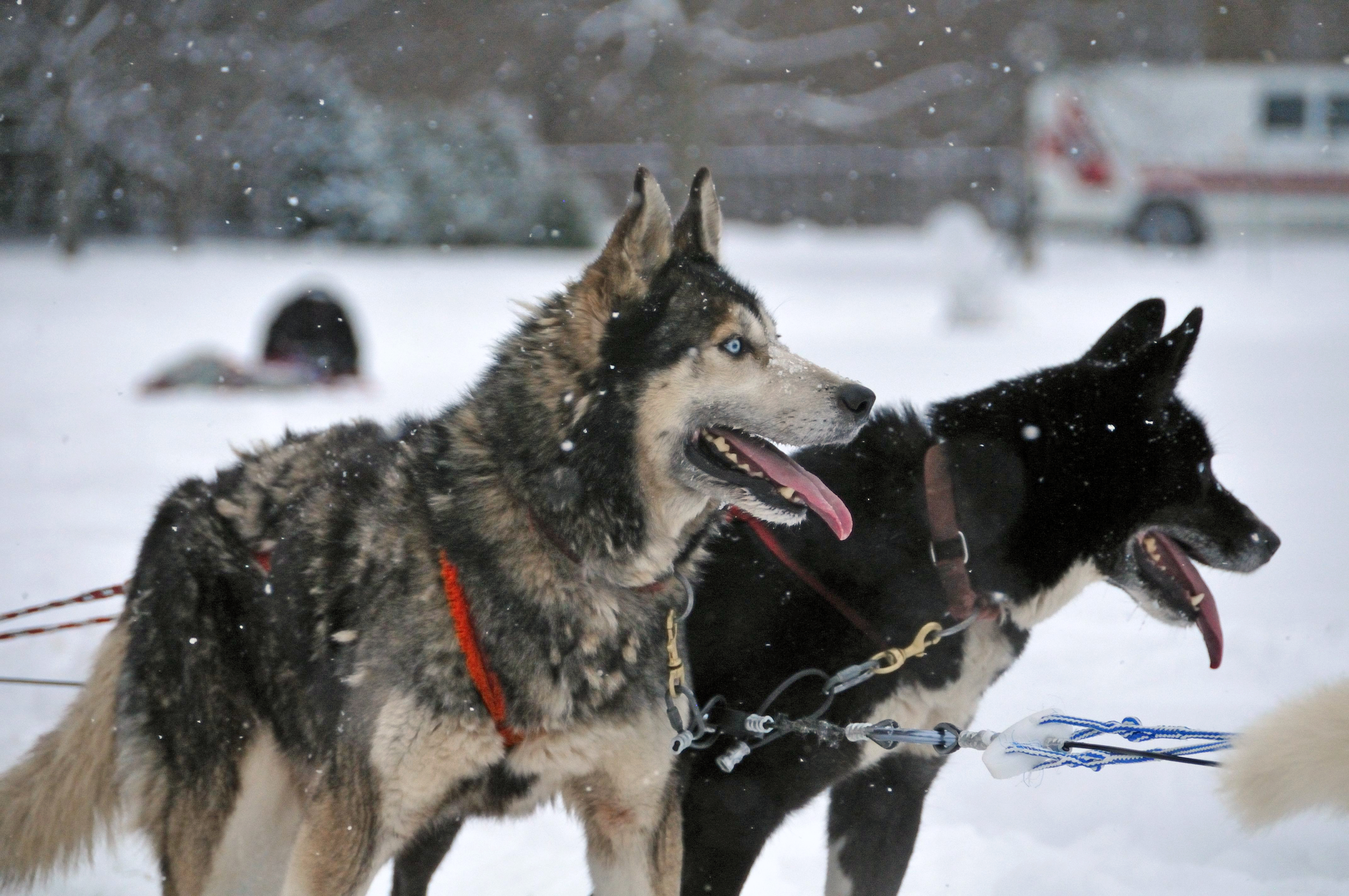

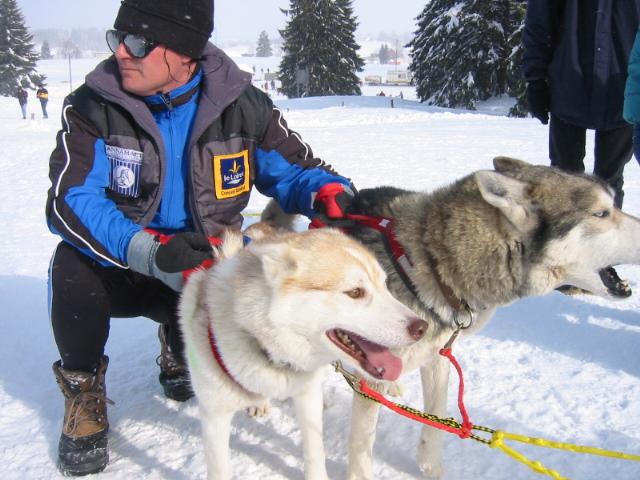

哈士奇是對極地地區雪橇犬犬種的統稱。哈士奇被用於雪橇犬拉車比賽。近幾年來，有些業者一直在為冒險旅行者推銷狗拉雪橇的雪地旅遊徒步旅行。哈士奇現今也作為寵物飼養，某些團體正為退休賽車和冒險徒步的狗尋找新家。

## 詞源
“husky”這個詞的起源是一群住在北極的愛斯基摩人（又名因紐特人）。是因為英國商船的水手給"Eskimos"稱為“Huskimos”又簡稱為「哈士奇」。而愛斯基摩人飼養哈士奇的紀錄最早是從1852年才開始記載。

## 血統
幾乎所有的狗與灰狼的親緣關係都是由於混種而造成的。然而，一些北極品種也顯示出與現在已經滅絕的北亞的泰米爾狼混種，有基因相近關係，例如：西伯利亞哈士奇和格陵蘭犬（這在歷史上與北極人口也有關），沙皮犬和芬蘭狐狸犬在較小程度上也是如此。格陵蘭狗的最佳曲線表示3.5％共享資料的最佳擬合; 然而，在1.4％和27.3％之間的祖先比例與這些數據是一致的，並且顯示了在這四個高緯度品種中，泰米爾狼和祖先之間的混種。
這種基因滲入可能使得早期生活在高緯度地區的狗表型變異，有利於適應新的和具有挑戰性的環境，有助於哈士奇的成長。這也表明，當今犬種的血統來自不止一個地區。

## 特點
哈士奇精力充沛，行動敏捷。他們通常有厚厚的雙層皮毛，可以是灰色，黑色，銅紅或白色。他們的眼睛通常是淡藍色，但也可能是棕色，綠色，藍色，黃色或異色。哈士奇比其他大多數犬種更容易患上葡萄膜炎。

## 品種
哈士奇這類的狗原本是由北極土著民族飼養的地方品種。近代的這些地方品種已經被選擇性地培育並登記在各種犬舍中，如現代純種犬種，包括西伯利亞雪橇犬和哈士奇拉布拉多犬。薩哈林雪橇犬與日本斯皮茨和秋田犬有關係。馬更些河哈士奇是不同的亞種，生活在北極地區和亞北極區的阿拉斯加和加拿大。

## 替代活動
- 由於許多主人將哈士奇狗作為寵物養在不適合做拉雪橇運動的地方，就開發出其他對於狗來說是有好處的，也使主人感到有趣的活動。
- 滑雪遊戲是一種拉雪橇的替代活動，但主要是在與拉雪橇相似的環境裡進行，而主人(越野滑雪運動員)不需要完整的裝備就能參加。
- 如果主人居住在森林小徑附近可以選擇帶狗健行。主人與他們的狗一起沿著荒野中的小徑旅行。這種活動可以讓主人和狗不用在哈士奇拉重物的情況下進行鍛煉。一些公司專門爲狗狗提供徒步旅行裝備，它們可以攜帶自己的裝備，包括水、食物和碗。
- 狗拉車，也叫做旱地雪橇或狗拉雙輪車，是城市中狗拉雪橇的替代品。在這裡，狗可以拉一輛裝有物品或是人的車。這些推車可以由個人購買或手工製造。
- 狗拖自行車是一種騎車人和自己的狗一起騎著自行車活動，會通過一條安全繩保證主人和狗的安全。一隻，或一隊的狗可以連接到拖繩拉動騎自行車的人。

## 流行文化
三狗之夜是指太冷了需要和三隻狗睡在一起來保暖，這詞源自於西伯利亞的楚克奇人，他們保留了西伯利亞雪橇犬的血統，成爲了現代西伯利亞哈士奇的純種品種。哈士奇是美國幾個高等教育機構的吉祥物，包括休斯敦浸信會大學、華盛頓大學、康乃狄克大學、賓州布盧姆斯堡大學、東北大學、密西根理工大學、北伊利諾伊大學、聖克勞德州立大學、南緬因州大學和威斯康辛-馬拉松縣大學等。他們也是聖瑪麗大學（哈利法克斯）、喬治布朗學院（多倫多）和加拿大薩斯喀徹溫大學的吉祥物。1943年二戰盟軍入侵西西里被稱為“哈士奇行動”。哈士奇經常成為有關雪橇的電影中的主角，包括小狗波圖、決戰冰河、冰狗任務及極地長征。以狼人為特色的暮光之城系列和電視劇權力的遊戲，被認為是激發了飼養哈士奇品種流行熱潮的原因；然而，動物慈善機構也發現，因為哈士奇飼養的不易，而導致棄養狗隻的人越來越多。連續劇正南方以半哈士奇，半狼的混種狗Diefenbaker作為主要角色聞名。